# Китмановський район
Китма́новський район (рос. Кытмановский район) — район у складі Алтайського краю Російської Федерації.
Адміністративний центр — село Китманово.

## Історія
Район утворений 1924 року.

## Населення
Населення — 12148 осіб (2019; 13896 в 2010, 17257 у 2002).

## Адміністративний поділ
Район адміністративно поділяється на 10 сільських поселень (сільрад):
| Поселення                         | Площа, км² | Населення, осіб (2002) | Населення, осіб (2010) | Населення, осіб (2019) | Центр            | Населені пункти |
| --------------------------------- | ---------- | ---------------------- | ---------------------- | ---------------------- | ---------------- | --------------- |
| Дмитро-Тітовська сільська рада    | 171,31     | 1394                   | 1185                   | 960                    | Дмитро-Тітово    | 2               |
| Китмановська сільська рада        | 540,00     | 6249                   | 5351                   | 4901                   | Китманово        | 7               |
| Новотарабинська сільська рада     | 199,14     | 901                    | 762                    | 625                    | Нова Тараба      | 2               |
| Октябрська сільська рада          | 251,75     | 1790                   | 1387                   | 1238                   | Октябрський      | 3               |
| Порошинська сільська рада         | 149,61     | 756                    | 562                    | 439                    | Порошино         | 1               |
| Семено-Красіловська сільська рада | 149,61     | 1489                   | 1101                   | 899                    | Семено-Красілово | 5               |
| Сунгайська сільська рада          | 228,10     | 997                    | 764                    | 585                    | Сунгай           | 4               |
| Тягунська сільська рада           | 332,20     | 2093                   | 1581                   | 1486                   | Тягун            | 7               |
| Тяхтинська сільська рада          | 86,18      | 686                    | 557                    | 525                    | Тяхта            | 1               |
| Червовська сільська рада          | 220,76     | 902                    | 646                    | 490                    | Червово          | 1               |

- 2009 року ліквідована Черкасовська сільська рада, територія увійшла до складу Октябрської сільради[4].
- 2010 року ліквідована Зарічна сільська рада, територія увійшла до складу Тягунської сільради[5].
- 2011 року ліквідована Отрадненська сільська рада, територія увійшла до складу Семено-Красіловської сільради[6]; ліквідовані Петрушихинська сільська рада та Сосново-Логівська сільська рада, території увійшли до складу Китмановської сільради[7].

## Найбільші населені пункти
Нижче подано список населених пунктів з чисельністю населенням понад 1000 осіб:
| № | Населений пункт | Населення, осіб (2002) | Населення, осіб (2010) |
| - | --------------- | ---------------------- | ---------------------- |
| 1 | Китманово       | 4216                   | 3873                   |
| 2 | Дмитро-Тітово   | 1248                   | 1099                   |